# 季奥布特河
季奥布特河（俄语：Река Тиобут）又稱清水川（日语：／），是俄羅斯萨哈林州霍尔姆斯克区的河流，源起米粗尔山脉平均山，长52公里，流域面积346平方公里，在距河口处81公里注入柳托加河，河宽30米，深1米，流速每秒1米。

## 引用
1. ↑  М·Г·瓦西科夫斯基. . 列宁格勒: 气象出版社. 1973 （俄语）.
2. ↑  . 国家水登记处.   [2024-01-02]. （原始内容存档于2023-09-28） （俄语）.